# Miyako Ishiuchi
Miyako Ishiuchi (jap. 石内 都, Ishiuchi Miyako; * 27. März 1947 in der Präfektur Gunma, Japan) ist eine japanische Fotografin.

## Leben
Ishiuchi Miyako lebt und arbeitet in Tokio, Japan. Sie wuchs in Yokosuka auf und studierte an der Fakultät für Design an der Kunsthochschule Tama Textildesign. 1977 trat sie erstmals in der Öffentlichkeit mit der Yokosuka Story auf, worauf 1978 ihr Bildband Apartment folgte. Mit diesen Veröffentlichung wurde Ishiuchi Miyako auch über Japan hinaus wahrgenommen und das Museum für moderne Kunst (Museum of Modern Art, MOMA), New York, erwarb Arbeiten von ihr für seine Sammlung.

## Werk
Miyako Ishiuchis fotografische Arbeiten konzentrieren sich nach Stadt- und Straßenfotografie in den späten 1970ern und den frühen 1980ern vornehmlich auf den menschlichen Nahbereich, den Körper, die Haut und persönliche Gegenstände. Wichtige Werke sind hierzu 1·9·4·7 von 1990, die fotografische Dokumentation der Haut des Butoh-Tänzers Kazuo Ōno, sowie Te, Ashi, Niku, Karada („Hände, Füße, Fleisch, Körper“), die 1995 entstandenen Detailaufnahmen des Körpers der japanischen Dichterin Hiromi Itō. 2005 nahm Miyako Ishiuchi für Japan in dessen nationalem Pavillon an der 51. Biennale di Venezia teil. Hier stellte sie ihre Serie Mother’s („der Mutter“, 2002) vor, Aufnahmen vom alten Körper wie von Gegenständen ihrer Mutter. Es handelt sich um Ausschnitte von teilweise intimen Kleidungsstücken bzw. Lippenstiften und anderen persönlichen Gegenständen ihrer verstorbenen Mutter. Eine Art Bilanz des Lebens einer Frau in der zweiten Hälfte des 20. Jahrhunderts, die sehr persönlich gezogen wird, in der fotografischen Methode jedoch sachlich distanziert bleibt. Wie bei Manabu Yamanakas Serie Gyathei findet sich auch hier eine stilisierte Ästhetik. Während Yamanaka den ganzen Körper der Frauen ablichtet, finden sich bei Ishiuchi nur Großaufnahmen.
Auch Ishiuchis Werk Scars (1991-2003), Nahaufnahmen von Körper- bzw. Hautausschnitten, war Gegenstand der Ausstellung in Venedig.

## Ausstellungen (Auswahl)
- 1994: New York, Guggenheim Museum, USA
- 1998: Ōsaka, Kunstmuseum Ōsaka, Japan
- 1999: Tokyo, Nationalmuseum für moderne Kunst, Filmabteilung, Japan
- 2005: Venedig, 51. Biennale di Venezia[4]
- 2013/2014: London, Tate Gallery of Modern Art[5]
- 2024: Rencontres d’Arles, Belongings[6]

## Veröffentlichungen
- Apartment. 1978.
- Zesshō Yokosuka Story. 絶唱・横須賀ストーリー 1979.
- Endless Night 2001 Ren’ya no Machi – Ishiuchi Miyako Shashinshū. 連夜の街―石内都写真集, „Endlose Nacht 2001“ 1981, ISBN 4-89830-088-X.
- Suidōbashi, Tōkyō Shika Daigaku. 水道橋・東京歯科大学, 1981. „Suidōbashi, Zahnmedizinische Hochschule Tokio“
- 1·9·4·7. 1990, ISBN 4-87198-831-7.
- Monochrome. モノクローム, 1993, ISBN 4-480-87219-1.
- 1906・to the skin. 1994, ISBN 4-309-26220-1.
- mit Miyako Itō: Te, Ashi, Niku, Karada. 手・足・肉・体, „Hände, Füße, Fleisch, Körper“ 1995, ISBN 4-480-80334-3.
- Sawaru – Chromosome XY. さわる―Chromosome XY, 1995, ISBN 4-10-602416-0.
- Yokosuka Again 1980–1990. 1998, ISBN 4-938628-28-7.
- Tsume. 爪, „Zehen-/Fingernägel“, 2000, ISBN 4-582-27744-6.
- Kizuato. キズアト, „Narben“, 2005, ISBN 4-7830-1024-2.
- Bara no Parfum. 薔薇のパルファム, „Rosenparfüm“, 2005, ISBN 4-7630-0507-3.
- Mother’s 2000–2005: Mirai no Kokuin/Traces of the Future. マザーズ2000–2005未来の刻印, 2005, ISBN 4-473-03257-4.
- scars. 2006, ISBN 4-902137-85-2.
- Club & Courts Yokosuka Yokohama. 2007, ISBN 978-4-86219-055-0.
- Innocence. 2007, ISBN 978-4-903545-12-7.
- Hiroshima. ひろしま, 2008, ISBN 978-4-08-780482-9.
- Miyako Ishiuchi Photographs 1976–2005. Manfred Heiting, Cinubia Production, 2008.
- One days. Rat Hole Gallery 2008.
- Ishiuchi Miyako Infinity∞: Shintai no Yukue. 石内都Infinity∞ 身体のゆくえ, 2010, ISBN 978-4-7630-0921-0.
- Sweet Home Yokosuka 1976–1978. 2010.
- Tokyo Bay Blues. 2010.
- Kinu no Yume. 絹の夢 2012.
- sa・bo・ten. 2013.

## Auszeichnungen (Auswahl)
- 1979: Vierte „Kimura-Ihee-Auszeichnung für Fotografie“
- 1999: 15. „Higashikawa Preis für japanische Künstler“
- 2014: „Hasselblad Foundation Award“
- 2024: Women In Motion Award,  Arles[7]